# Constitution de Singapour
La Constitution de Singapour est la norme juridique suprême du pays. Elle ne peut être modifiée que par approbation des deux tiers ou plus des députés élus (MPs) du parlement lors des deuxième et troisième lectures d'une session parlementaire. Le président peut chercher l'avis d'un tribunal composé d'au moins trois juges de la cour suprême pour toutes les questions de constitutionnalité des lois.

## Structure de la constitution
La constitution est composée de quatorze articles principaux définis comme suit :
- I. Préambule
- II. La République et la Constitution
- III. Protection de la souveraineté de la république de Singapour
- IV. Libertés fondamentales
- V. Le gouvernement
- VI. Le droit
- VII. Le Conseil présidentiel pour les droits des minorités
- VIII. Le système judiciaire
- IX. Le service public
- X. La citoyenneté
- XI. Dispositions budgétaires
- XII. Pouvoirs spéciaux contre les tentatives de renversement du pouvoir
- XIII. Dispositions générales
- XIV. Dispositions de transition

## Libertés fondamentales
L'article IV de la constitution garantit les droits suivants :
- 1. liberté de l'individu
- 2. Interdiction de l'esclavage et du travail forcé
- 3. Protection contre la rétroactivité des lois pénales et des procès à répétition
- 4. Protection égalitaire
- 5. Interdiction de l'exil et garantie de la liberté de mouvement
- 6. Liberté d'expression, de rassemblement et d'association
- 7. Liberté de croyance
- 8. Droit à l'éducation

Note : L'article XII de la constitution permet au parlement d'établir toute législation nécessaire à prévenir tout acte de subversion.

## Élaboration
- 1946 : à la fin de la Seconde Guerre mondiale et de l'occupation japonaise de Singapour, les établissements des détroits furent dissous et Singapour devint une colonie de la Couronne à part entière. Une nouvelle constitution coloniale est créée.
- 1955 : La "constitution de Rendel" proposée en 1953 est adoptée, donnant plus de pouvoirs à la population locale, mais toujours sous forte influence de l'administration coloniale concernant les affaires internes.
- 1958 : Le State of Singapore Act est adopté par le parlement britannique et Singapour passe du statut de colonie à celui d'État. L'"arrêté-du-conseil" (Order-in-Council) de Singapour fait office de constitution et désigne un Yang di-Pertuan Negara comme chef de l'État, un premier ministre et 51 députés d'une assemblée législative.
- 1963 : Singapour rejoint la fédération de Malaisie et passe sous la constitution des États de Sabah, Sarawak et Singapour.
- 1965 : Singapour est séparé de la Malaisie et devient indépendant. Cette séparation est actée par trois documents que sont la constitution de Malaisie, la constitution de Singapour et l'acte de promulgation de l'indépendance de la république de Singapour.
- 1970 : Pour préserver les droits des minorités raciales, linguistiques et religieuses, le Conseil Présidentiel est établi. Il sera renommé "Conseil Présidentiel pour les Droits des Minorités" en 1973.
- 1984 : Une modification constitutionnelle est adoptée pour intégrer les "députés sans circonscription" (NCMPs (en)) au parlement.
- 1988 : Une modification constitutionnelle est adoptée pour intégrer les "circonscriptions législatives à représentation groupée" (GRC (en)s).
- 1988 : Une modification constitutionnelle est adoptée pour intégrer les "députés nommés" (NMPs (en)) au parlement.
- 1991 : Une modification constitutionnelle est adoptée pour fournir un président élu au suffrage universel.